# Keltische Anderswelt
Die Anderswelt, auch Anderwelt, Andere Welt, Anderes Land oder ungewöhnliches Land, ist in der keltischen Mythologie ein auf einer anderen Ebene existierender Wohnort. Verschiedene mystische Wesen und mythische Personen wohnen in dieser mystischen Ebene. Die Anderswelt ist unmittelbar neben der vertrauten Welt der Menschen. Es gibt Hügel auf Inseln und am Grunde von Seen und des Meeres. Der Zugang, z. B. durch Höhleneingänge, ist den Normalsterblichen nur unter bestimmten Bedingungen – mit oder ohne Einverständnis der Anderswelt-Bewohner – möglich.

## Der Name
Der lateinische Begriff für eine andere Welt lautet orbis alius. Er wird von dem römischen Dichter Marcus Annaeus Lucanus (39–65) in seinem Epos De bello civili verwendet, um die auch von Caesar berichtete Lehre der Druiden von der Seelenwanderung zu umschreiben:

“[…] Vobis auctoribus umbrae non tacitas Erebi sedes Ditisque profundi pallida regna petunt: regit idem spiritus artus orbe alio.”

„Nach eurem Zeugnis gehen die Schatten nicht zum schweigsamen Wohnsitz des Erebus und in das bleiche Reich des Dis: Derselbe Atem regiert die Glieder in einer anderen Welt.“

Die mittelalterliche keltische Literatur der Mönche auf den britischen Inseln gibt dem Begriff die Deutung „Jenseitige Welt“.

## Anderswelt und sonstige Jenseitsvorstellungen
Die Anderswelt-Vorstellung war insbesondere unter den Kelten der Britischen Inseln verbreitet. Ob die älteren keltischen Stämme des Festlands eine ähnliche Vorstellung hatten, ist nicht bekannt. In Irland war der Glaube an die Anderswelt bis zum 20. Jahrhundert populär, er erhielt sich in Märchen oder Sagen und ist auch in modernen Filmen und Büchern ein beliebtes Motiv.
Ein wesentlicher Unterschied zwischen der keltischen Anderswelt und den sie zeitlich und räumlich umgebenden mythologischen Jenseitsvorstellungen anderer Kulturen besteht darin, dass sie nicht nur von den „Göttern“ und deren „Helfern“ betreten und verlassen werden kann, sondern dass dies auch den Menschen möglich ist – sei es im Verlauf ihres diesseitigen Lebens oder danach.
Im Gegensatz zu kontinentaleuropäischen Jenseitsvorstellungen handelt es sich bei der Anderswelt nicht um einen schrecklichen Ort. Umschreibungen für die Anderswelt lauten „Land der Jugend“ oder „Land der Frauen“, was darauf hindeutet, dass sie als friedlicher sowie paradiesischer Ort imaginiert wurde.
In den germanischen (Walhall), griechisch-römischen (Elysion und Unterwelt), christlichen (Himmel und Hölle) und anderen zeit- oder ortsbezogenen Jenseitsvorstellungen sind die Toten für immer dort festgehalten. Seltene Besuche Lebender (Odysseus, Orpheus) werden allerdings erwähnt. Der keltischen Vorstellung ist demgegenüber ein nach dem Tode jedem Menschen zugängliches oder gar auf ewig zugewiesenes Totenreich ebenso fremd wie der Gedanke einer Belohnung oder Strafe im Jenseits. Man glaubte eher an bestimmten Zyklen und Abfolgen unterworfene Übergänge in andere Daseinsformen innerhalb der diesseitigen Welt als Regel, wobei auch Bäume und andere Pflanzen eine wichtige Rolle spielten.
Die Erwähnung der Anderswelt in keltischen Mythen ist dabei wesentlich häufiger und gewichtiger als in den Mythologien angrenzender Kulturkreise. Hier wird ein reger Kontakt alles Irdischen mit dem Mythischen betont. Es gibt im Keltischen kaum die übliche Trennung zwischen Menschen, Heroen, Ahnen und Göttern und auch nicht zwischen dieser und der Anderen Welt.
Nach keltischer Vorstellung gibt es nicht nur Schwellenorte, an denen ein Übergang oder eine Verbindung der Welten möglich ist, sondern sie kommen sich in zyklischen Abständen an bestimmten Schwellenzeiten besonders nahe, was Chancen, aber auch Gefahren mit sich bringt. Die bedeutendsten Schwellenzeiten im Jahresverlauf markierten die keltischen Hochfeste wie Samhain. Einerseits konnte man ungewollt in die Anderswelt geraten, andererseits Bewohner der Anderswelt (Feen, Elfen, Kobolde, Wiedergänger usw.) in der diesseitigen erscheinen und Schaden anrichten oder Segen bringen.
Die antike Vorstellung von der Anderswelt ist vermutlich über die keltischen Sagen und Erzählungen, tradiert durch das Mittelalter, in den Begriff der Anderen Welt der europäischen Märchen eingeflossen. Bis in unsere Zeit ist die Idee des Jenseits-Landes ein Motiv besonders der Volkserzählungen geblieben (z. B. Frau Holle, der Glasberg in den „Sieben Raben“ [siehe unten bei Caer Loyw], u. v. m.).

## Lokalisierungen
In inselkeltischen Überlieferungen werden manchmal real vorhandene, vom Land aus gut sichtbare und unschwer erreichbare Inseln als Andere Welt angesehen. Die Insel Avalon (kymr. Ynys Avallach, vom lat. insula avallonis) wird in der der Landzunge von Pwllheli westlich vorgelagerten Insel Bardsey Island (Ynys Enlli in der Cardigan Bay) gesehen. Der Name leitet sich von abalos (Apfel) ab, bedeutet also „Apfelinsel“ – ein Hüllwort für die Anderswelt.
Im kymrischen (walisischen) Gedicht Preiddeu Annwfn („Die Beraubung von Annwfn“) wird die Anderswelt mit der Isle of Wight oder mit Lundy Island (ca. 30 km vor der Küste von Devonshire) gleichgesetzt. Dieser Lokalisierungsversuch wird von manchen Keltologen jedoch abgelehnt. Im genannten Epos wird eine konkret geschilderte Kriegsfahrt als Reise in die Andere Welt gedeutet.
In der britannischen Artussage wird dieses Andere Land Gorre genannt, aus dem Lancelot die dorthin entführte Königin Guinevere zurückholt. Gorre wird mit dem Hügel Glastonbury Tor in Somerset identifiziert.
Der Druide Manannán Mac Alloit, Angehöriger der Túatha Dé Danann („Stämme der Göttin Danann“), wohnt in der irischen Erzählung Tochmarc Luaine ocus aided Athirni („Die Werbung um Luaine und Athirnes Tod“) auf der „Apfelinsel“ Emain Ablach. Emain Ablach ist eine Insel, weit entfernt im westlichen Ozean, sie wird allerdings mit keinem realen Ort in Verbindung gebracht (siehe auch Immram Brain, „Brans Seefahrt“).
Prokopios von Caesarea († 562 n. Chr.) berichtet von einem Stamm an der Küste Galliens, dessen Aufgabe es gewesen sein soll, die Seelen Verstorbener zur Toteninsel zu überführen. Dieser Ort wird jenseits des Ärmelkanals in Nord-Britannien angegeben.

„An der Küste, die Britannien gegenüberliegt, befindet sich eine große Zahl von Dörfern, deren Bewohner von Fischfang, Ackerbau und Schifffahrt nach Britannien sich ernähren. […] zahlen aber keinerlei Tribut, derselbe ist ihnen vielmehr nach ihrer Behauptung erlassen, in Anbetracht einer Dienstleistung, die ich im Folgenden schildere. Jene Leute behaupten nämlich, der Reihe nach die Überfahrt der Seelen besorgen zu müssen. […] In einer Stunde rudern sie nach Britannien hinüber, während sie mit ihren eigenen Schiffen […] in einer Nacht und einem Tag kaum hinüberkommen.“

Im unmittelbar vorhergehenden Abschnitt bezieht sich Prokopios dabei auf einen Ort nördlich des Hadrianswalles.
In Nordfrankreich gelten bestimmte Meereshöhlen, die Houles, als Zugang zur Anderswelt.

## Weitere Orte der Anderswelt
- Andomhain (ir.), Annwn (kymr., auch Annwf[y]m oder Annwvyn[13]), „Un-Tiefe“, Name eines Reiches innerhalb der Erde oder unterhalb des Meeres, beherrscht von Arawn und Hafgan. Von dort kommen die Schweine aus der Anderswelt in die irdische Welt.[14]
- Brí Léith (ir.), „Hügel des Grauen“, bei Ardagh, County Longford, Wohnsitz von Midir, dem Fürsten der Elfen und Herrscher über ein Jenseits-Land.[15]
- Bruig Maic ind Óic (ir.), „Wohnsitz des Aengus mac Óc“ in New Grange, County Meath.
- Caer Loyw („Glossy castle“, „Glasschloss“), Gloucester, ein Hexenwohnsitz in der Unterwelt, in dessen Kerker Mabon schreckliche Qualen erdulden muss.[16]
- Crúachain (ir.), Erdspalten bei Rathcroghan, County Roscommon, aus denen zu Samuin die Wesen der Anderswelt herauskommen. Die Ein- und Ausgänge sind der Hügel Relignaree und die Felsspalten Uaigh na gCat („Höhle der Katzen“ – auch Katzen sind Unterweltstiere!). In dieser Höhle in Connacht erfährt Nera, ein Dienstmann der Medb, vom drohenden Untergang ihres Reiches (siehe Echtrae Nerai und auch Fled Bricrenn).
- Hy-Brasil, das „Land Bresals“, der „Beste aller Orte“, ein fernes, paradiesisches Land jenseits des Meeres, beherrscht von Bresal Etarlam. Im Lebor Gabala Eirenn wird es „Jenseitsinsel“ genannt.[17]
- Insula vitrea (lat.), ynys wydrin (kymr.), „Glasinsel“ in der Arthur-Sage.
- Lochlann (ir.), Llychlynn (kymr.), „Seen-Land“, ursprünglich mythische Unterwasserwelt und Heimat der Formori.
- Mag Mell (ir.), „Ebene der Freude“, fernes, paradiesisches Land jenseits des Meeres, beherrscht von Manannan, dem Meeresgott und Führer ins Jenseits.[15] Eine andere Version siehe im nächsten Kapitel unter Goll mac Duilb.
- Mag Mór (ir.), „Große Ebene“, Name des mystischen Irlands, beherrscht von Midir. Auch eine reale Ebene in Irland.
- Síd al Femen (ir.), „Elfenhügel jenseits Femen“, bei Slievenamon, County Tipperary, Wohnsitz des Bodb Derg.
- Tír na nÓg (ir.), Anderswelt-Ort, an dem der Held Oisín mit seiner Gattin Niamh lebt und wo Oscar gezeugt wird.[18]
- Tír Tairngiri (ir.), „Land der Verheißung“, eine paradiesische Welt jenseits der Wohnstätten der Menschen. Obwohl der Mythos vorchristlichen Ursprung haben könnte, ist der Name eine wörtliche Übersetzung des Kirchenlateinischen terra repromissionis, womit entweder Israel oder der christliche „Garten Eden“ gemeint ist.[18]

Weitere Lokalisierungsversuche sind auch im folgenden Kapitel „Keltische Todesgottheiten“ vorzufinden.
Der angeblich altkeltische Begriff Flathinnis (für Elysion) war tatsächlich ein Konstrukt des 18. Jahrhunderts und kommt in den antiken Überlieferungen nicht vor.

## Keltische Totengötter
Besonders drei Totengötter werden bereits im Irland des keltischen Altertums als Herrscher der Anderswelt angesehen: Donn, Goll mac Duilb und Tigernmas.
Nach der Niederlage der Túatha Dé Danann gegen die Milesier (die „Söhne des Míl“, die letzte und wahrscheinlich keltische Einwanderungswelle in Irland) zogen sie sich in die Elfenhügel (irisch sídhe) zurück. Donn, ein Sohn des Dagda oder des Mìl, wohnt nach neuirischen Sagen im „Totenberg“ Cnoc Fírinne (County Limerick). Nach einer traditionelleren Überlieferung ist sein Sitz auf Tech nDuinn („Haus des Donn“, eine der Insel Dursey vorgelagerte kleinere Insel im County Cork).
Der einäugige Goll mac Duilb (Einäugigkeit galt als Stigma des Bösen, aber auch der Magie) ist in der Sage vom „Abenteuer des Laeghaire Mac Crimhthainn“ König von Mag Mell („Land der Freude“), wieder einer der vielen Decknamen für die Andere Welt. Hier wird, wie bei Lancelots Abenteuer, der Mythos von der in die Anderswelt geraubten und wieder zurückgeholten Frau erzählt.
Tigernmas („der Herrenmäßige“) ist ein Nachkomme des Míl, nach anderer Tradition ein Angehöriger der Fomori. Er führte als König den Bergbau („chthonische Gottheit“) in Irland ein und gilt deshalb als Gott des Todes und des Reichtums, vergleichbar dem griechischen Hades oder dem römischen Pluto. Sein eigener Todestag ist der Samhain, der Vorabend des 1. Novembers.
Zu Samuin öffnen sich die Tore zur Unterwelt in den Feenhügeln. Der Totengott und Hüter der Unterweltssonne, Cromm Cruach, erwartet das Opfer der Erstgeborenen von Tieren und sogar Menschen. An diesem Tag besuchen die „Unterirdischen“, die Anderswelt-Bewohner, die Menschen und diese können ihrerseits ebenfalls in die Feenhügel eindringen.
Von Gallien berichtet Caesar, dass alle Gallier behaupten, vom Vater- und Totengott Dispater („Reicher Vater“) abzustammen. Der Grund der Zusammenlegung der Vater- und Totengottheit ist in der druidischen Seelenwanderungslehre zu suchen, wo der Tod gleichzeitig der Beginn eines neuen Lebens ist. Dispater wird manchmal mit Taranis oder Teutates gleichgesetzt.
Auch der Dagda wird sehr oft in dieser Doppelfunktion gesehen.